# Hingstheide
Hingstheide er en kommune i det nordlige Tyskland, beliggende i Amt Kellinghusen i den nordøstlige del af Kreis Steinburg. Kreis Steinburg ligger i den sydvestlige del af delstaten Slesvig-Holsten.

## Geografi
Hingstheide ligger omkring tre kilometer syd for Wrist lige øst for jernbanelinjen Pinneberg-Neumünster. Hingstheide har ikke nogen egentlig by, men spredte bebyggelser i kommunens område.